# Marfaux
Marfaux ist eine französische Gemeinde mit 111 Einwohnern (Stand: 1. Januar 2022) im Département Marne in der Region Grand Est (vor 2016 Champagne-Ardenne). Sie gehört zum Arrondissement Reims und zum Kanton Dormans-Paysages de Champagne. Die Einwohner werden Marfautiots genannt.

## Geographie
Marfaux liegt etwa 14 Kilometer südwestlich von Reims.
Nachbargemeinden von Marfaux sind Courmas im Norden, Sacy im Nordosten, Écueil im Osten und Nordosten, Pourcy im Süden und Osten sowie Chaumuzy im Westen und Südwesten.

## Bevölkerungsentwicklung
| Jahr                       | 1962 | 1968 | 1975 | 1982 | 1990 | 1999 | 2006 | 2018 |
| Einwohner                  | 100  | 111  | 118  | 114  | 134  | 148  | 153  | 115  |
| Quellen: Cassini und INSEE |      |      |      |      |      |      |      |      |

## Sehenswürdigkeiten
- Kirche Saint-André aus dem 12. Jahrhundert, seit 1923 Monument historique

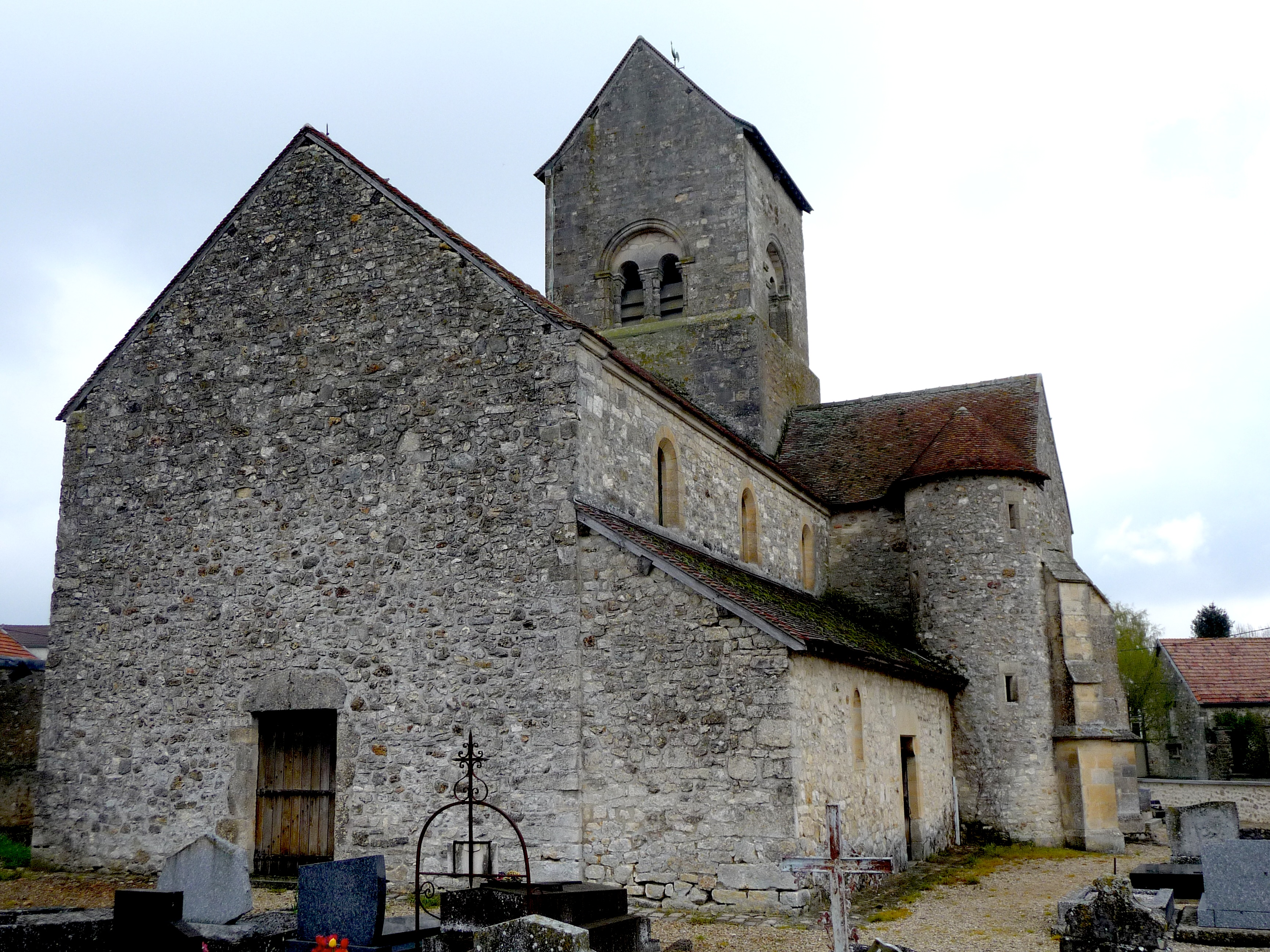
Kirche Saint-André

- britischer Soldatenfriedhof
- deutscher Soldatenfriedhof